# 훈 (대홍려)
훈(勳, ? ~ ?)은 전한 말기의 관료이다. ‘훈’은 이름자로, 성씨는 알 수 없다.

## 생애
양삭 2년(기원전 23년), 대홍려에 임명되었다.

## 출전
- 반고, 《한서》 권19하 백관공경표 下

| 전임 위안세 | 전한의 대홍려 기원전 23년 ~ 기원전 20년? | 후임 신 |